# Bonaventura Lamberti
Bonaventura Lamberti (Carpi, 5 dicembre 1652 – Roma, 19 settembre 1721) è stato un pittore italiano del periodo barocco, attivo principalmente a Roma tra la fine del XVII e l'inizio del XVIII secolo.

## Biografia
Dopo un periodo di formazione a Modena presso la bottega di Carlo Cignani, Lamberti si trasferì a Roma, dove entrò in contatto con la famiglia del marchese Gabrieli, per la quale realizzò diverse opere. Fu ammesso all'Accademia di San Luca nel 1697, ma ne fu allontanato nel 1716 per il suo sostegno agli artisti non accademici. Morì a Roma il 19 settembre 1721.
Il suo stile riflette la tradizione bolognese con influenze barocche romane. Era noto per l’uso intenso di vernice e olio, che talvolta suscitava critiche da parte dei committenti. Le sue opere mostrano una ricerca di drammaticità luminosa, tipica del barocco maturo. Pur non essendo tra i nomi più celebri del barocco italiano, Lamberti ha lasciato un segno nel panorama artistico romano. La sua attività didattica a Carpi, dove fondò una sorta di accademia per giovani pittori, testimonia il suo impegno nella trasmissione dell'arte. Tra i suoi allievi si possono ricordare Marco Benefial e Lorenzo Gramiccia

### Opere
- San Francesco di Paola resuscita un fanciullo – Chiesa dello Spirito Santo dei Napoletani, Roma
- Martirio di San Pietro da Verona – cappella Gabrielli, Basilica di Santa Maria sopra Minerva, Roma
- Madonna col Bambino e i Santi Carlo Borromeo e Liborio – originariamente nella chiesa di Santa Maria Nuova a Viterbo
- Sacra Famiglia con Sant’Anna – Chiesa di San Filippo Neri a Osimo
- San Nicola che resuscita tre fanciulli – pannello laterale nella cappella Torre nella Chiesa di Santa Maria Maddalena, Roma
- Mosè salvato dalle acque, Musei Palazzo dei Pio, Carpi
- Susanna e i vecchioni, Musei Palazzo dei Pio, Carpi